# Passions mortelles
Passions mortelles (Insensato Coração) est une telenovela brésilienne de 2011 sur Rede Globo. Elle est diffusée depuis le 23 septembre 2013 sur IDF1 et sur Outremer 1re depuis le 30 septembre 2013.

## Synopsis
Leonardo Brandão, l'ainé d'une famille aisée de Florianópolis (Floripa), manipule ses proches par la flatterie. Il considère son père Raul comme un entrepreneur complaisant, sans ambition, et la modestie de son frère Pedro, un pilote d'avion, l'exaspère. Léo multiplie les escroqueries pour expliquer son indépendance financière. Pour avoir voulu dérober une cargaison transportée par son frère, il cause un accident. Pedro alors accusé de négligences sur l'avion qu'il pilotait est emprisonné et tenu responsable du décès de sa fiancée qui l'accompagnait. Léo séduit facilement une aide-soignante frustrée, Norma, pour voler son patron. Condamnée par la justice et obnubilée par cet homme, Norma décide de s'endurcir et jure de l'humilier à sa libération.
Horácio Cortez est à la tête d'une grande banque de Rio de Janeiro. Veuf une première fois, le banquier a su se faire un carnet d'adresses et avoir une reconnaissance dans l'élite carioca grâce à sa deuxième épouse Clarice. Fraudeur en affaires et infidèle en amour, Cortez soigne hypocritement son image médiatique.
Natalie Lamour, une candidate de télé-réalité aussi bien connue pour sa futilité que pour ses photos dénudées, exploite sa notoriété soudaine pour grimper socialement avec son frère et sa mère femme de ménage. Elle souhaite se marier le plus vite que possible à quelqu'un qui pourrait assouvir ses caprices.
Vitória Drummond, une des femmes d'affaires les plus puissantes de Rio, n'apprécie pas beaucoup les mondanités. Elle craint de voir ses petites filles, dont elle s'est occupée, se faire approcher par des hommes intéressés par leur fortune. L'une d'elles, Marina suit ses traces au sein de son groupe. L'autre, Bibi, bien au contraire, une femme cougar, profite de son statut et aime se venter.

## Distribution
| Acteur               | Rôle                                              |
| -------------------- | ------------------------------------------------- |
| Gabriel Braga Nunes  | Leonardo Brandão (Léo / Armando / Fred / Wilson), |
| Glória Pires         | Norma Pimentel Amaral,                            |
| Eriberto Leão        | Pedro Brandão,                                    |
| Paola Oliveira       | Marina Drumond,                                   |
| Deborah Secco        | Natalie Lamour (Natalie Batista Cortez),          |
| Herson Capri         | Horácio Cortez                                    |
| Antônio Fagundes     | Raul Brandão,                                     |
| Camila Pitanga       | Carolina Miranda (Carol),                         |
| Lázaro Ramos         | André Gurgel,                                     |
| Natália do Vale      | Wanda Brandão,                                    |
| Deborah Evelyn       | Eunice Alencar Machado                            |
| Marcelo Valle        | Júlio Machado,                                    |
| Juliano Cazarré      | Ismael Cunha                                      |
| Cristina Galvão      | Jandira Mesquita                                  |
| Ana Lúcia Torre      | Anita Brandão (Tia Neném)                         |
| Nathalia Timberg     | Vitória Drummond                                  |
| Jonatas Faro         | Rafael Cortez (Rafa)                              |
| Bruna Linzmeyer      | Leila Machado,                                    |
| Giovanna Lancellotti | Cecília Machado,                                  |
| Thiago Martins       | Vinicius Rocha Amaral                             |
| Maria Clara Gueiros  | Abigail Castellani (Bibi),                        |
| Ricardo Tozzi        | Douglas Batista                                   |
| Isabela Garcia       | Daisy Damasceno                                   |
| Petrônio Gontijo     | Roberto Fischer (Beto)                            |
| Cássio Gabus Mendes  | Kléber Damasceno                                  |
| Louise Cardoso       | Sueli Brito Aboim                                 |
| Tainá Müller         | Paula Cortez                                      |
| Rodrigo Andrade      | Eduardo Aboim                                     |
| Marcos Damigo        | Hugo Abrantes                                     |
| Leonardo Miggiorin   | Roni Fragonard,                                   |
| Wendell Bendelack    | Francisco Madureira (Xicão)                       |
| Rosi Campos          | Haidê Batista                                     |
| Bete Mendes          | Zuleica Alencar                                   |
| José de Abreu        | Milton Castelani,                                 |
| Roberta Rodrigues    | Fabíola dos Santos                                |
| Guilherme Piva       | Gabino Damasceno                                  |
| Ricardo Pereira      | Henrique Taborda                                  |
| Luigi Baricelli      | Oscar Amaral                                      |
| Helena Fernandes     | Gilda Fischer Amaral                              |
| Fernanda Paes Leme   | Irene Brandão,                                    |
| José Augusto Branco  | Floriano Brandão                                  |
| Norma Blum           | Olga Brandão                                      |
| Eduardo Galvão       | Wagner Peixoto                                    |
| Paloma Bernardi      | Alice Miranda                                     |
| Leonardo Carvalho    | Willian Sampaio                                   |
| Edson Fieschi        | Nelson Mesquita                                   |
| André Barros         | Zeca Peçanha                                      |
| Thiago de Los Reyes  | Joaquim Garrido Marcondes de Almeida (Quim)       |
| Vítor Novello        | Sérgio Fischer Amaral (Serginho)                  |
| Polliana Aleixo      | Olívia Damasceno                                  |
| Antônio Fragoso      | Isidoro Brito                                     |
| Pedro Garcia Netto   | Fernando Brandão (Nando)                          |
| Carla Lamarca        | Célia                                             |
| Andréa Dantas        | Lídia                                             |
| Daniel Marques       | José Paulo Assis (Zé Paulo)                       |
| Cristiano Ximenes    | Lucas Pereira Bastos                              |
| Rita Porto           | Zulmira                                           |
| Rogério Freitas      | Dorival                                           |
| Carol Fazú           | Ivone                                             |
| Márcio Alvarez       | Marcos Camargo                                    |
| Guilherme Leme       | Aquiles Trajano                                   |
| Cláudio Tovar        | Borges                                            |
| Naruna Costa         | Renata                                            |
| Nelson Diniz         | Afrânio                                           |
| Marcos Otávio        | Ivan                                              |
| Prazeres Barbosa     | Amélia                                            |
| Beth Zalcman         | Aparecida Garcia (Cida)                           |
| Kiko Pissolato       | Manolo                                            |
| Tarcísio Meira       | Teodoro Amaral                                    |
| José Wilker          | Umberto Brandão                                   |
| Fernanda Machado     | Luciana Alencar                                   |
| Hugo Carvana         | Olegário Silveira                                 |
| Tuca Andrada         | Jonas Brito,                                      |
| Nívea Maria          | Carmem Santana                                    |
| Milton Gonçalves     | Gregório Gurgel                                   |
| Cristiana Oliveira   | Araci Laranjeira                                  |
| Lavínia Vlasak       | Úrsula,                                           |
| Ângela Vieira        | Gisela Oliveira                                   |
| Vera Fischer         | Catarina Diniz                                    |
| Maria Padilha        | Marlene Valdez,                                   |
| Tamara Taxman        | Florinda                                          |

### Camées
| Acteur                 | Rôle                                                                  |
| ---------------------- | --------------------------------------------------------------------- |
| Adriano Garib          | Fonseca                                                               |
| Aisha Jambo            | Patrícia                                                              |
| Alejandro Claveaux     | Paulo                                                                 |
| Alexandra Martins      | Matilde Lenísio                                                       |
| Alexandre Damascena    | segurança do shopping do Grupo Drummond                               |
| Alex Nader             | instrutor de para-quedas de Léo                                       |
| Amanda Richter         | Vera                                                                  |
| Amilton Monteiro       | Dr. Moreira (médico de Pedro)                                         |
| Ana Beatriz Nogueira   | Clarice Cortez,                                                       |
| Ana Berttines          | mulher na delegacia                                                   |
| Ana Carbatti           | Marlene Gurjel de Souza                                               |
| Ana Teresa Welerson    | loira da boite                                                        |
| Anderson Cunha         | piloto morto por Léo para forjar sua morte                            |
| André Guerreiro        | Figueiredo                                                            |
| André Rebustini        | funcionário do escritório de Marina                                   |
| Anja Bittencourt       | Neusa                                                                 |
| Antônio Karnewale      | Clóvis (investiga a morte de Silveira)                                |
| Arieta Corrêa          | Darcy                                                                 |
| Beta Perez             | Ana                                                                   |
| Beto Quirino           | homem no lançamento da revista Fogo Alto                              |
| Bianca Byington        | Dulce Petroni                                                         |
| Bia Seidl              | Helena                                                                |
| Breno de Felippo       | Bira (capanga de Afrânio)                                             |
| Bruno Gradim           | Dimas                                                                 |
| Bruno Torres           | Valdir                                                                |
| Cacau Hygino           | Joel                                                                  |
| Cadu Fávero            | Márcio                                                                |
| Caetano O'Maihlan      | Fotógrafo de Natalie                                                  |
| Camilo Bevilacqua      | Ernani                                                                |
| Carlo Briani           | Delegado Rubens Guimarães                                             |
| Carlos Fonte Boa       | Antenor                                                               |
| Carlos Vieira          | Walter                                                                |
| Carol Portes           | Fernanda                                                              |
| Carolina Holanda       | Ísis                                                                  |
| Charles Möeller        | Como ele mesmo                                                        |
| Cyrano Rosalém         | juiz de paz do casamento de Horácio e Natalie                         |
| Cláudia Provedel       | Jane                                                                  |
| Cláudio Botelho        | Como ele mesmo                                                        |
| Cleiton Morais         | Diogão                                                                |
| Cris Carniato          | Caso de André                                                         |
| Cristina Flores        | Cláudia Malta                                                         |
| Daniela Sarahyba       | Ela mesma                                                             |
| Daniela Dinn           | Thelma                                                                |
| Daniel Del Sarto       | Vicente                                                               |
| Daniel Dalcin          | Afonso                                                                |
| Daniel Faleiros        | Décio                                                                 |
| Daniel Jorge           | Léo (criança)                                                         |
| Daniel Rolim           | como ele mesmo                                                        |
| Deivy Rose             | juíza do julgamento de Horácio Cortez                                 |
| Dênis Derkian          | Gomes (advogado de Silveira)                                          |
| Diego Cristo           | Felipe Augusto Campos Melo                                            |
| Douglas Simon          | Gustavo                                                               |
| Dudu Azevedo           | Neymar                                                                |
| Ed Oliveira            | Rubens                                                                |
| Edgard Amorim          | Jorge                                                                 |
| Ellen Rocche           | Ingrid Matos                                                          |
| Elisa Lucinda          | Vilma Miranda                                                         |
| Emílio Pitta           | padre do casamento de Pedro e Marina                                  |
| Felinto Bittencourt    | juiz de paz do casamento de Marina e Léo                              |
| Felipe Massa           | Ele mesmo                                                             |
| Fernando Wellington    | Dr. Siqueira                                                          |
| Gero Pestalozzi        | Fabiano Delamare                                                      |
| Gilberto Marmorosch    | Mendonça                                                              |
| Gláucia Rodrigues      | Claudete                                                              |
| Gláucio Gomes          | dono do bar que informa á Pedro o endereço de Zeca                    |
| Giulio Lopes           | Delegado Matos                                                        |
| Herbert Richers Jr.    | Ramirez (cliente de Aquiles)                                          |
| Ildi Silva             | Daniela                                                               |
| Isaac Bernat           | Emerson                                                               |
| Isabel Fillardis       | Marise                                                                |
| Ivan Mendes            | Renato                                                                |
| Italo Sasso            | Ney                                                                   |
| Ithamar Lembo          | Policial que investiga o assassinato de Norma                         |
| Jaqueline Farias       | Como ela mesma                                                        |
| Jack Berraquero        | homem na delegacia                                                    |
| Jéssika Alves          | Vânia                                                                 |
| João Fernandes         | menino que fala com Pedro no aeroporto                                |
| Johny Luz              | Ciro                                                                  |
| Jonathan Azevedo       | Lino                                                                  |
| José D'Artagnan Júnior | Reinaldo                                                              |
| Juliana Terra          | Rita Fonseca                                                          |
| Juliano Righetto       | médico de André                                                       |
| Júlio Levy             | Gonzalez                                                              |
| Karina Dohme           | Jéssica                                                               |
| Larissa Queiroz        | Selminha (Selma Macedo)                                               |
| Leandra Leal           | Adriana                                                               |
| Luísa Friesi           | Marisa                                                                |
| Luiz Henrique Nogueira | Nicolas                                                               |
| Leandro Lima           | Patrick de Jesus                                                      |
| Leonardo Netto         | chefe de Pedro na CTA                                                 |
| Lidi Lisboa            | Cátia                                                                 |
| Linn Jardim            | Diana Chaves                                                          |
| Luca de Castro         | Tonico / Marcondes                                                    |
| Luciano Quirino        | Lutero                                                                |
| Luiz Henrique Nogueira | Nicolas                                                               |
| Manuela do Monte       | Cíntia                                                                |
| Marcelo Aquino         | psicólogo de Pedro                                                    |
| Marcelo Batista        | Santos (investiga a morte de Silveira)                                |
| Marcelo Capobiango     | Adelmo                                                                |
| Marcelo Laham          | Marcelo                                                               |
| Marcelo Souto Maior    | segurança que impede a entrada de Pedro na festa de Marina            |
| Marcelo Várzea         | Celso Tavares / Juca                                                  |
| Márcia do Valle        | Sônia                                                                 |
| Márcio Mariante        | Noronha                                                               |
| Marco Marcondes        | médico de Gregório                                                    |
| Marcos Acher           | Chagas                                                                |
| Marcos França          | copiloto do avião da CTA sequestrado                                  |
| Marcos Otávio          | Ivan                                                                  |
| Maria Elvira Raulino   | Mulher a quem Léo pede um jatinho                                     |
| Maria Carolina Ribeiro | Vivian                                                                |
| Míriam Mehler          | Lurdes                                                                |
| Maria Melillo          | como ela mesma                                                        |
| Maria Lídia Costa      | senhora no ônibus com Daisy                                           |
| Marília Pêra           | Como ela mesma                                                        |
| Mariana Dubois         | Denise                                                                |
| Mário César Camargo    | Getúlio Miranda                                                       |
| Mário Hermeto          | Gino                                                                  |
| Marise Gonçalves       | Adelaide                                                              |
| Marta Paret            | Vanessa                                                               |
| Maurício Silveira      | Samuel                                                                |
| Maurício Joaquim       | como ela mesmo                                                        |
| Melissa Vettore        | Bia Faissal                                                           |
| Miguel Kelner          | treinador de vale-tudo de Douglas                                     |
| Miguel Roncato         | Gilvan dos Santos                                                     |
| Monalisa Gomes         | Suzana                                                                |
| Murilo Elbas           | policial que lidera a invasão ao cassino clandestino de Afrânio       |
| Murilo Grossi          | Delegado Freitas                                                      |
| Nathália Rodrigues     | Andressa Pereira                                                      |
| Nelson Diniz           | Afrânio                                                               |
| Ney Matogrosso         | Ele mesmo                                                             |
| Nikolas Antunes        | homem com Bibi na Barão da Gamboa                                     |
| Omar Docena            | Cadú                                                                  |
| Otto Jr.               | Delegado Xavier                                                       |
| Pablo Aguilar          | Rogério                                                               |
| Paula Franco           | mulher de Ramirez                                                     |
| Paula Possani          | Mônica (jornalista que faz matéria sobre André)                       |
| Paulo Giardini         | Martins                                                               |
| Paulo Reis             | Newton                                                                |
| Paulo Vespúcio         | Andrade (capanga de Afrânio)                                          |
| Rafael Sieg            | Cícero Torres                                                         |
| Raica Oliveira         | Ela mesma                                                             |
| Renato Lobo            | Dr. Sabino                                                            |
| Ricardo Pavão          | Delegado Marcos Rossi                                                 |
| Ricardo Rathsam        | Álvaro                                                                |
| Roberta Foster         | Tânia                                                                 |
| Roberto Birindelli     | inspetor de polícia em que Pedro e Marina dão queixa do sumiço de Léo |
| Roberto França         | Robson                                                                |
| Rodolfo Mesquita       | Eduardo                                                               |
| Rodrigo Rangel         | Saldanha                                                              |
| Roger Galera Flores    | Como ele mesmo                                                        |
| Rubens Camelo          | Inspetor Tavares                                                      |
| Sarah Maciel           | Filha de Gisela                                                       |
| Samir Murad            | Djalma                                                                |
| Sérgio Monte           | Clécio                                                                |
| Sérgio Rufino          | Apolônio                                                              |
| Stella Maria Rodrigues | promotora do julgamento de Horácio Cortez                             |
| Susanna Kruger         | Diva                                                                  |
| Susana Ribeiro         | Dalva                                                                 |
| Tania Bôscoli          | Zoraide                                                               |
| Thais Botelho          | Nina                                                                  |
| Thiago Rodrigues       | Daniel                                                                |
| Tina Kara              | prostituta que arma para Léo                                          |
| Val Perré              | Ivo (companheiro de cela de Léo e Vinícius)                           |
| Vanessa Jardim         | caso de André que o comunica sobre o nódulo nos testículos            |
| Vânia Love             | Lívia Live                                                            |
| Victor Freeland        | juiz de paz do casamento de Norma e Teodoro                           |
| Vinícius Manne         | Hélio                                                                 |
| Viviana Rocha          | Cris                                                                  |
| Viviane Victorette     | Jana                                                                  |
| Wesley Schunk          | como ele mesmo                                                        |
| Xando Graça            | Valdemir Prudente                                                     |
| Xuxa Lopes             | Dolores                                                               |
| Zemanuel Piñero        | Alejandro                                                             |
| Zé Victor Castiel      | Werner Lindemberg                                                     |

## Diffusion internationale
- Géorgie - Rustavi 2
- Bolivie - Rede Unitel
- Pérou - ATV
- Chili - Canal 13
- Uruguay - Teledoce
- Nicaragua - Televicentro
- Corée du Sud - Canal Tele Novela
- Mozambique - STV (pt)
- Salvador - Telecorporación Salvadoreña Canal 4
- Venezuela - Venevision Plus
- Pologne - iTVN
- Kenya - NTV Kenya
- Ouganda - NTV Uganda
- Cuba - Cubavision
- États-Unis - América Teve
- Colombie - VmasTV
- Israël - Viva
- Arménie - ArmeniaTv
- Porto Rico - América CV
- Serbie - Happy TV
- France - Outremer 1re - IDF1
- Cameroun - Canal 2 international

### Sources
- (pt) Cet article est partiellement ou en totalité issu de l’article de Wikipédia en portugais intitulé « Insensato Coração » (voir la liste des auteurs).

1. ↑  INSENSATO CORAÇÃO
2. 1 2  (pt) Redação Rede Globo, « Insensato Coração: Personagens », Globo.com, 2011 (consulté le 12 janvier 2011)
3. 1 2 3 4 5 6 7 8 9 10  (pt) Dias, Leo; Lima, Ana Cora; Bittencourt, Carla; Carauta, Nilton, « Saiba toda a história da próxima novela das 20h, 'Insensato Coração' », Retratos da Vida, extra.globo.com/lazer/retratosdavida, 14 décembre 2010 (consulté le 23 décembre 2010)
4. ↑  (pt) Redação Rede Globo, « Gabriel Braga Nunes grava sua primeira cena de Insensato Coração », Vídeo Show - Notícias, Globo.com, 8 décembre 2010 (consulté le 27 décembre 2010)
5. ↑  (pt) Redação Rede Globo, « Gabriel Braga Nunes é o mau-caráter Léo », Globo.com, 20 décembre 2010 (consulté le 24 décembre 2010)
6. ↑  (pt) Lettiere, Giovani, « Glória Pires será enfermeira em Insensato Coração », R7, 3 septembre 2010 (consulté le 27 décembre 2010)
7. ↑  (pt) Redação Novelas Brasileiras, « Glória Pires, uma das protagonistas de "Insensato Coração", começa a gravar » [archive du 27 décembre 2010], Novelas Brasileiras, 11 octobre 2010 (consulté le 27 décembre 2010)
8. ↑  (pt) Redação Rede Globo, « Insensato Coração: Glória Pires e Dennis Carvalho dão 'oi' inusitado », Globo.com, 17 novembre 2010 (consulté le 27 décembre 2010)
9. 1 2  (pt) Redação Contigo!, « Glória Pires e Hugo Carvana contracenam juntos em Insensato Coração » [archive du 31 décembre 2012], Contigo!, Abril.com, 7 décembre 2010 (consulté le 27 décembre 2010)
10. ↑  (pt) Redação Rede Globo, « Conheça Norma, vivida por Glória Pires », Globo.com, 22 décembre 2010 (consulté le 23 décembre 2010)
11. 1 2 3 4 5 6 7 8 9  (pt) Redação Rede Globo, « Insensato Coração - Personagens », Direção Geral de Comercialização, Globo.com, 2010 (consulté le 3 janvier 2011)
12. 1 2  (pt) Redação Rede Globo, « Insensato Coração: Eriberto Leão e Fernanda Machado formam casal », Globo.com, 3 novembre 2010 (consulté le 27 décembre 2010)
13. ↑  (pt) Redação Rede Globo, « Insensato Coração: Paola Oliveira e Eriberto Leão fazem par romântico », Globo.com, 31 octobre 2010 (consulté le 27 décembre 2010)
14. ↑  (pt) Redação Rede Globo, « Vídeo exclusivo: Eriberto Leão faz um convite ao público », Globo.com, 21 décembre 2010 (consulté le 23 décembre 2010)
15. ↑  (pt) Redação Rede Globo, « Insensato Coração: Conheça a história da designer Marina (Paola Oliveira) », Globo.com, 10 décembre 2010 (consulté le 27 décembre 2010)
16. 1 2 3  (pt) Redação Rede Globo, « Insensato Coração: Tuca Andrada vive Jonas na próxima novela das oito », Globo.com, 24 novembre 2010 (consulté le 27 décembre 2010)
17. ↑  (pt) Redação Rede Globo, « Insensato Coração: Confira o estilo de Natalie Lamour (Deborah Secco) », Globo.com, 13 décembre 2010 (consulté le 3 janvier 2011)
18. 1 2  (pt) Redação Rede Globo, « Insensato Coração: Deborah Secco e Leonardo Miggiorin gravam na orla », Globo.com, 11 novembre 2010 (consulté le 3 janvier 2011)
19. ↑  (pt) Redação Rede Globo, « Daniella Sarahyba contracena com Deborah Secco », Globo.com, 20 décembre 2010 (consulté le 24 décembre 2010)
20. 1 2 3  (pt) Redação Terra, « Jonatas Faro vive filho de banqueiro em 'Insensato Coração' », Terra, 18 novembre 2010 (consulté le 4 janvier 2011)
21. ↑  (pt) Redação Rede Globo, « Confira o visual de Antonio Fagundes como Raul em Insensato Coração », Globo.com, 28 octobre 2010 (consulté le 28 décembre 2010)
22. 1 2  (pt) Redação Rede Globo, « Insensato: Natália do Vale e Antônio Fagundes vivem um casal em crise », Globo.com, 29 octobre 2010 (consulté le 28 décembre 2010)
23. 1 2  (pt) Redação Rede Globo, « Camila Pitanga e Paloma Bernardi são irmãs em Insensato Coração », Globo.com, 6 décembre 2010 (consulté le 28 décembre 2010)
24. 1 2  (pt) Redação Rede Globo, « Insensato Coração: Camila Pitanga e Lázaro Ramos gravam cenas quentes », Globo.com, 7 décembre 2010 (consulté le 28 décembre 2010)
25. 1 2  (pt) Redação Rede Globo, « Insensato Coração: Camila Pitanga e Luigi Baricelli são amigos na trama », Globo.com, 3 décembre 2010 (consulté le 28 décembre 2010)
26. 1 2  (pt) Redação Rede Globo, « Camila Pitanga e Lázaro Ramos: a gata e o rato »(Archive.org • Wikiwix • Archive.is • Google • Que faire ?), Globo.com, 20 décembre 2010 (consulté le 23 décembre 2010)
27. ↑  (pt) Redação Rede Globo, « Camila Pitanga e Lázaro Ramos gravam Insensato Coração, de Gilberto Braga », Vídeo Show - Notícias, Globo.com, 20 novembre 2010 (consulté le 28 décembre 2010)
28. 1 2 3 4 5  (pt) Redação Rede Globo, « Insensato Coração: Deborah Evelyn interpreta a invejosa Eunice na trama », Globo.com, 14 décembre 2010 (consulté le 28 décembre 2010)
29. 1 2 3  (pt) Redação Rede Globo, « As novas caras », Globo.com, 20 décembre 2010 (consulté le 23 décembre 2010)
30. ↑  (pt) Kogut, Patrícia, « Marcelo Valle: de bissexual a pai de família na TV », Patrícia Kogut: O Globo, 19 décembre 2010 (consulté le 23 décembre 2010)
31. ↑  (pt) Redação Contigo!, « Ismael Cunha - Quem é Quem - Insensato Coração », Contigo!, Abril.com, 2010 (consulté le 11 janvier 2011)
32. ↑  (pt) Jamal, Kelly, « Ana Lúcia Torre conta como foi filmar Reflexões de um Liquidificador », R7, 9 août 2010 (consulté le 3 janvier 2011)
33. 1 2  (pt) Redação Rede Globo, « Conheça Giovanna Lancelotti e Bruna Linzmeyer, as novas caras de 'Insensato' », Vídeo Show - Notícias, Globo.com, 15 octobre 2010 (consulté le 3 janvier 2011)
34. ↑  (pt) Redação Rede Globo, « Insensato: conheça a personagem Cecília vivida por Giovanna Lancellotti », Globo.com, 9 décembre 2010 (consulté le 3 janvier 2011)
35. 1 2  (pt) Redação Rede Globo, « Vídeo exclusivo: Conheça Bibi, vivida por Maria Clara Gueiros », Globo.com, 23 décembre 2010 (consulté le 23 décembre 2010)
36. ↑  (pt) Redação Rede Globo, « Insensato Coração: Ricardo Tozzi mostra o corpo sarado na trama », Rede Globo, Globo.com, 3 janvier 2011 (consulté le 6 janvier 2011)
37. ↑  (pt) Redação Contigo!, « Beto (Roberto Fisher) - Quem é Quem - Insensato Coração » [archive du 15 décembre 2012], Contigo!, Abril.com, 2010 (consulté le 11 janvier 2011)
38. 1 2 3 4  (pt) Araújo, Rosa, « 'Insensato coração' terá seis personagens gays e um homofóbico », RIUS, 20 décembre 2010 (consulté le 4 janvier 2011)
39. 1 2  (pt) Redação Contigo!, « Louise Cardoso e Tuca Andrada gravam Insensato Coração no Rio » [archive du 31 décembre 2012], Contigo!, Abril.com, 3 décembre 2010 (consulté le 4 janvier 2011)
40. ↑  (pt) Redação GazetaOnline, « Tainá Muller, de jornalista em 'Tropa' a patricinha em 'Insensato Coração' », GazetaOnline, Globo.com, 12 décembre 2010 (consulté le 4 janvier 2011)
41. ↑  (pt) Moraes, Juliana, « Rosi Campos começa a gravar as cenas de Insensato Coração », Ofuxico, Terra, 20 novembre 2010 (consulté le 4 janvier 2011)
42. ↑  (pt) Redação Contigo!, « Milton Castelani - Quem é Quem - Insensato Coração » [archive du 7 février 2011], Contigo!, Abril.com, 2010 (consulté le 11 janvier 2011)
43. ↑  (pt) Redação Clica Piauí, « Roberta Rodrigues será uma cantora em "Insensato Coração" », Clica Piauí, 10 novembre 2010 (consulté le 4 janvier 2011)
44. ↑  (pt) Giovani Lettiere, « Atriz Helena Fernandes, de Insensato Coração, quer ter uma filha », R7.com (pt), 8 mars 2011 (consulté le 11 juillet 2011)
45. ↑  (pt) Redação Rede Globo, « Insensato Coração: Fernanda Paes Leme interpreta Irene na trama », Globo.com, 29 octobre 2010 (consulté le 3 janvier 2011)
46. 1 2 3 4  (pt) Redação Chiado, « Fernanda Paes Leme é a provocante Irene Brandão em Insensato Coração » [archive du 29 décembre 2010], Chiado - Contigo!, Abril.com, 9 décembre 2010 (consulté le 11 janvier 2011)
47. ↑  (pt) Redação Contigo!, « Zeca Peçanha - Quem é Quem - Insensato Coração », Contigo!, Abril.com, 2010 (consulté le 11 janvier 2011)
48. ↑  (pt) Redação Contigo!, « Quim (Joaquim Garrido) - Quem é Quem - Insensato Coração » [archive du 8 décembre 2012], Contigo!, Abril.com, 2010 (consulté le 11 janvier 2011)
49. ↑  (pt) Redação Contigo!, « Serginho Amaral - Quem é Quem - Insensato Coração », Contigo!, Abril.com, 2010 (consulté le 11 janvier 2011)
50. ↑  (pt) Redação Rede Globo, « Poliana Aleixo: habitué do Copacabana Palace », Rede Globo, Globo.com, 9 janvier 2011 (consulté le 9 janvier 2011)
51. ↑  (pt) Redação Contigo!, « Lídia - Quem é Quem - Insensato Coração » [archive du 31 décembre 2012], Contigo!, Abril.com, 2010 (consulté le 11 janvier 2011)
52. ↑  (pt) Redação Contigo!, « Lucas Pereira Bastos - Quem é Quem - Insensato Coração », Contigo!, Abril.com, 2010 (consulté le 11 janvier 2011)
53. ↑  (pt) Redação Contigo!, « Zulmira - Quem é Quem - Insensato Coração », Contigo!, Abril.com, 2010 (consulté le 11 janvier 2011)
54. ↑  (pt) Redação Contigo!, « Ivone - Quem é Quem - Insensato Coração », Contigo!, Abril.com, 2010 (consulté le 11 janvier 2011)
55. 1 2  (pt) Redação Rede Globo, « Fique por dentro da novela Insensato Coração », Globo.com, 4 janvier 2011 (consulté le 15 janvier 2011)
56. ↑  (pt) Redação Contigo!, « Borges - Quem é Quem - Insensato Coração », Contigo!, Abril.com, 2010 (consulté le 11 janvier 2011)
57. 1 2  (pt) Pradella, Michele Vaz, « Maria Padilha será namorada de Tarcísio Meira em Insensato Coração », Noveleiros, clicRBS, 3 octobre 2010 (consulté le 4 janvier 2011)
58. ↑  (pt) Borowsky, Camila, « Cristiana Oliveira engorda 10 quilos para viver presidiária em Insensato Coração » [archive du 31 décembre 2012], Contigo!, Abril.com, 30 septembre 2010 (consulté le 4 janvier 2011)
59. ↑  (pt) Redação Quem, « Lavínia Vlasak reforça elenco de "Insensato Coração" », Quem, Globo.com, 22 octobre 2010 (consulté le 4 janvier 2011)
60. ↑  (pt) « Lavínia Vlasak grava primeiras cenas como Úrsula de Insensato »
61. ↑  (pt) « Maria Padilha e Tárcisio Meira gravam Insensato Coração »
62. ↑  Tribuna do Norte - Na espera
63. ↑  O Globo - Alexandra Martins será mulher fogosa em 'Insensato coração'
64. ↑  (pt) Redação Contigo!, « Clarice Cortez  - Quem é Quem - Insensato Coração », Contigo!, Abril.com, 2010 (consulté le 11 janvier 2011)
65. ↑  (pt) Redação Contigo!, « Marlene Souza - Quem é Quem - Insensato Coração », Contigo!, Abril.com, 2010 (consulté le 11 janvier 2011)
66. ↑  (en) « Arieta: 'Darcy esquentou a novela' », Caras (en), UOL, 21 mai 2011 (consulté le 18 novembre 2011)
67. ↑  (en) « Bianca Byington tenta tirar Douglas da Bibi, em Insensato Coração », O Fuxico, 11 juin 2011 (consulté le 15 novembre 2011)
68. ↑  (en) « Bia Seidl entra em Insensato Coração como Helena, prima de Wanda », Globo.com, 17 avril 2011 (consulté le 15 décembre 2011)
69. ↑  (pt) Redação Contigo!, « Valdir Brandão - Quem é Quem - Insensato Coração », Contigo!, Abril.com, 2010 (consulté le 11 janvier 2011)
70. ↑  (pt) Ricco, Flávio; Jr., Alberto Pereira; Kogut, Patrícia, « Bastidores da TV (Terça 28/12/10) »(Archive.org • Wikiwix • Archive.is • Google • Que faire ?), Audiência e TV, 28 décembre 2010 (consulté le 13 janvier 2011)
71. ↑  (pt) Redação Contigo!, « Cláudia Malta - Quem é Quem - Insensato Coração », Contigo!, Abril.com, 2010 (consulté le 11 janvier 2011)
72. 1 2  (pt) « Daniela Sarahyba em Insensato Coração »
73. ↑  Insensato Coração - Daniel Del Sarto fará um cantor sertanejo gay em Insensato Coração
74. ↑  « Ator mirim paranaense faz participação especial em "Insensato Coração" », sur redeglobo.globo.com (consulté le 20 août 2020).
75. ↑  (pt) « Conheça as peruas de Insensato Coração »
76. ↑  Extra - Dudu Azevedo comemora papel em 'Insensato coração'
77. ↑  (pt) Redação, « Ildi Silva deixa Record e é mais uma atriz a entrar em "Insensato Coração" », NaTelinha, NaTelinha, 2011 (consulté le 27 mars 2011)
78. ↑  (en) « 'Insensato': Júlio termina com Eunice e a troca por morena », Terra Networks, 11 août 2011 (consulté le 18 décembre 2011)
79. ↑  (pt) Redação Contigo!, « Renato Melo - Quem é Quem - Insensato Coração », Contigo!, Abril.com, 2010 (consulté le 11 janvier 2011)
80. ↑  (pt) Redação Contigo!, « Rita Fonseca - Quem é Quem - Insensato Coração », Contigo!, Abril.com, 2010 (consulté le 11 janvier 2011)
81. 1 2  (pt) NaTelinha, « Vânia Love entra em 'Insensato' como rival de Natalie Lamour », NaTelinha, NaTelinha, 2011 (consulté le 28 mars 2011)
82. ↑  (pt) Redação Contigo!, « Selminha Macedo - Quem é Quem - Insensato Coração », Contigo!, Abril.com, 2010 (consulté le 11 janvier 2011)
83. ↑  (en) « Leandra Leal, participa do último capítulo de Insensato Coração »
84. ↑  (pt) Redação Contigo!, « Patrick de Jesus - Quem é Quem - Insensato Coração », Contigo!, Abril.com, 2010 (consulté le 11 janvier 2011)
85. ↑  (pt) Redação Contigo!, « Celso Tavares - Quem é Quem - Insensato Coração », Contigo!, Abril.com, 2010 (consulté le 11 janvier 2011)
86. ↑  (pt) « Elenco de "Poder Paralelo", da Record, migra para a Globo »
87. ↑  (pt) « Marília Pêra faz participação na trama »
88. ↑  (pt) « Raica Oliveira em Insensato Coração »
89. ↑  (pt) « Roger contracena com Deborah Secco em Insensato Coração »
90. ↑  (en) « Thiago Rodrigues, participa do último capítulo de Insensato Coração »
91. ↑  (pt) « NaTelinha - Televisão, Notícias da TV, Novelas, Famosos, Audiência da TV, A Fazenda, Bastidores - Aqui você fica por dentro da TV », sur NaTelinha (consulté le 20 août 2020).
92. ↑  (pt) Thomas, Cláudio, « Zé Victor Castiel estará em Insensato Coração, na Globo », Diário Gaúcho, clicRBS, 27 septembre 2010 (consulté le 11 janvier 2011)